# Srednja Slatina
Srednja Slatina (cyr. Средња Слатина) – wieś w Bośni i Hercegowinie, w Republice Serbskiej, w gminie Šamac. W 2013 roku liczyła 519 mieszkańców.